# Issad Rebrab
Issad Rebrab (en berbère : ⵢⵙⵄⴰⴸ- ⵔⵠⵔⴰⵠ, en arabe : يسعد ربراب), né le 27 mai 1944 à Aït Mahmoud (wilaya de Tizi Ouzou) en Algérie, est un homme d'affaires algérien, propriétaire du groupe familial Cevital, dont il est le fondateur et président-directeur général de 1998 à 2022. À la tête du premier groupe privé algérien, présent également à l'international, il emploie 18 000 salariés à travers le monde. Il est l'homme le plus riche d'Algérie, et la 7e fortune africaine.
Arrêté et placé en détention provisoire le 22 avril 2019, il est condamné à 18 mois de prison dont six mois ferme pour infractions bancaires, douanières et fiscales. Après 8 mois de détention, il est libéré le 1er janvier 2020.
En mai 2023, la justice algérienne lui interdit d'exercer toute fonction commerciale ou de gestion, c'est-à-dire PDG, administrateur ou gérant.

## Biographie
Issad Rebrab naît le 27 mai 1944 au village de Taguemount-Azouz, commune d'Aït Mahmoud dans l'actuelle wilaya de Tizi Ouzou, en Algérie, alors départements français, issue d'une famille modeste. Ayant suivi des études à l'École normale d'enseignement professionnel, il enseigne la comptabilité et le droit commercial, mais abandonne rapidement ce créneau.
En 1968, il crée un cabinet d'expertise-comptable agréé.
En 1971, il prend des parts dans une société de construction métallique, la Socomeg. Il crée ensuite plusieurs sociétés, dont Metalsider en 1988, une usine de métallurgie qui devient une de ses meilleures réussites. C'est avec cette société qu'il monte sa fortune dans la décennie 1990.
En 1992, il acquiert le quotidien Liberté.
En 1995, Issad Rebrab est devenu un industriel important dans le monde de la métallurgie. Survient alors « un sabotage terroriste sur trois de nos plus grandes entités. Cela nous a coûté environ 1,1 milliard de dinars », raconte-t-il. Se sentant menacé, il quitte l'Algérie pour la France pour quelques mois. En 1992, il crée Isla mondial spécialisée dans la charcuterie Halal.
Ce n'est qu'après son retour au pays natal qu'il crée Cevital, en 1998 à Béjaïa en Algérie.
En 2018, il apporte son soutien financier au général Ali Ghediri en vue de l'élection présidentielle de 2019, mais cette candidature échoue, Ali Ghediri sera finalement emprisonné . En avril 2019, Abdelaziz Bouteflika démis, c'est Ahmed Gaïd Salah qui devient l’homme fort du pays. Il a une forte inimitié avec Issad Rebrad. Celui-ci est emprisonné en même temps que d’autres chefs d’entreprise. Il est accusé de surfacturations d’équipements importés et reste huit mois incarcéré. Ahmed Gaïd Salah meurt le 23 décembre 2019 et Issad Rebrab est libéré dix jours plus tard.
Le 31 mars 2022, Omar Ouali, ancien relecteur en chef de Liberté, révèle que le journal va cesser de paraitre à partir du 6 avril 2022 en raison de problèmes financiers. La procédure du dépôt de bilan par l’entreprise éditrice du journal Liberté sera lancée le 6 avril 2022 et le journal Liberté continuera à paraître jusqu’à la fin du mois d’avril 2022.
Fin juin 2022, Issad Rebrab quitte l'ensemble de ses fonctions et mandats chez Cevital pour partir à la retraite. C'est son fils, Malik Rebrab, qui prend la suite en tant que président directeur général du groupe.
Le 27 mai 2023, la justice algérienne interdit à Issad Rebrad d'exercer toute fonction commerciale ou de gestion, c'est-à-dire PDG, administrateur ou gérant.
La fortune d'Issad Rebrab qui était autrefois considéré comme l'homme le plus riche d'Algérie, a subi une diminution de plus de 50% en l'espace de 2 ans. Sa richesse est passée de 5,1 milliards de dollars en 2021 à 2,5 milliards de dollars en 2024,.

## Création de Cevital
Cevital regroupe 26 filiales avec des activités diversifiées : la vente de véhicules, la grande distribution, l'industrie du verre, l'agriculture, l'agroalimentaire, la logistique et les matériaux de construction, etc. Le groupe connait une croissance annuelle de 30 % depuis et a enregistré un chiffre d’affaires de 3,3 milliards d'euros en 2014.
Le complexe agro-industriel basé à Béjaïa constitue la branche la plus rentable du groupe (65 % du CA). Cevital a fait passer l'Algérie de l'état d'importateur à celui d'exportateur d'huile végétale et de margarine. L'agroalimentaire représente le principal pôle de croissance du groupe avec la fabrication de sucre, conserves, jus de fruits ou encore d’huile végétale.
Premier exportateur de l'Algérie hors hydrocarbures, le groupe a souhaité produire 2 millions de tonnes de sucre en 2014, soit un gain de productivité de 400 000 t,
En 2012, 450 000 t d'huile, essentiellement destinées au marché algérien, sont sorties de Cevital Agro.
Mais c'est dans le sucre avec la plus grande raffinerie d'Afrique que Cevital excelle. En 2013, près de 1,6 million de tonnes ont été produits, dont 1 million pour le marché national, estimé à 1,1 million de tonnes. 
Environ 600 000 t sont exportées vers une vingtaine de pays, en Afrique de l'Ouest, pour des clients tels que Coca-Cola, mais aussi vers l'Europe (le chocolatier Ferrero Rocher) et le Moyen-Orient. En 2010, première année de vente hors d'Algérie, 150 000 t seulement avaient quitté le territoire national, et ce à cause des problèmes liés aux capacités de chargement au port de Bejaia où se situe la raffinerie.
En 2012, Cevital se fait connaître à l'international en proposant de racheter Doux, le géant français du poulet. L'opération échoue, mais Issad Rebrab et son groupe mettront la main l' année suivante sur l'espagnol Aluminium Alas et les français Oxxo et Brandt.
En 2014, il rachète également Brandt (marques Brandt, Sauter, Vedette et De Dietrich) et les aciéries Lucchini de Piombino en Italie.
Le groupe se développe aujourd’hui aussi en Amérique du Sud et en particulier au Brésil à travers différents projets d’investissement,
Cevital a signé en 2016 un accord avec l'État de Pará au Brésil et l’entreprise Vale pour la réalisation d’un complexe sidérurgique sur place.

## Le modèle de colocalisation
Issad Rebrab promeut la colocalisation, par opposition à la délocalisation, comme le modèle de développement économique gagnant-gagnant à la fois pour l'Algérie et ses partenaires : « un modèle qui permet aux dirigeants d'entreprise de valoriser au mieux les avantages comparatifs des deux rives » indique-t-il.
Il affirme que grâce aux avantages compétitifs combinés de la France et de l'Algérie il a pu recréer des groupes compétitifs au niveau mondial en parlant de la société de fabrication de portes et fenêtres Oxxo (reprise en 2013) et du fabricant d’électroménager Brandt. Aussi, une fois l'entreprise Oxxo rachetée, Cevital lance la construction d'une deuxième usine en Algérie, près de Sétif. De la même façon pour Brandt, en plus des sites d'Orléans et Vendôme, Cevital construit une grande ligne de production en Algérie.
Preuve de cette réussite, le Groupe Brandt prévoit en 2016 un chiffre d’affaires de plus de 500 millions d’euros contre 370 millions en 2015 et 170 millions en 2014. Le groupement Brandt de Sétif devrait quant à lui ouvrir plus de 7 500 postes à partir du 1er trimestre 2017. 

## Manager charismatique
Fasciné par le modèle coréen des chaebols, Issad Rebrab a enregistré au cours de cette décennie d'indéniables succès. Il a notamment fait passer l'Algérie du stade d'importateur d'huile et de sucre à celui d'exportateur.
Il serait parmi les rares hommes d'affaires algériens à œuvrer pour l'élargissement de ses activités au-delà de l'Algérie et a compris que le transfert de technologies et de savoir-faire peut aussi se faire via des acquisitions d'entreprises. Pour preuve, ces activités trans-méditerranéennes ont fait, depuis l'indépendance en 1962, un homme d'affaires algérien avec une telle réussite.
Reçu par François Hollande ou par l'Italien Matteo Renzi, ce père de cinq enfants suscite admiration et respect chez ses compatriotes comme auprès de ses partenaires étrangers.
Bourreau de travail, à cheval sur la discipline, chaleureux, Issad Rebrab est régulièrement cité parmi les hommes les plus influents d'Afrique .
En juillet 2016, il a été invité à intervenir aux Rencontres économiques d'Aix-en-Provence, réunissant universitaires, chefs d'entreprise, étudiants, représentants politiques et d'institutions venant de nombreux pays. Il s'y est entretenu avec différents intervenants et notamment Christine Lagarde, la présidente du FMI.
Le 21 janvier 2019, il a été invité par Emmanuel Macron à l'événement « Choose France » qui s'est tenu à Versailles, rassemblant 150 chefs d'entreprise des quatre coins du monde.

## Polémiques

### Panama Papers
Issad Rebrab est cité dans le cadre de l'affaire des Panama Papers parmi les personnalités ayant des comptes bancaires dans les paradis fiscaux.
En juin 1992, alors que débute la guerre civile algérienne, Issad Rebrab, à l'époque importateur de fer à béton, crée, via le cabinet Mossack Fonseca, une société offshore domiciliée aux Îles Vierges britanniques dénommée Dicoma Entreprises Ltd destinée à gérer un portefeuille placé chez UBS à Genève.
Issad Rebrab est le seul actionnaire de cette société au capital de 50 000 dollars jusqu'à mars 1996, où elle sera dissoute à sa demande.
Ensuite, le cabinet panaméen a transféré les activités de la gestion du compte de la société dissoute à une autre entreprise, Anilson Management Ltd, domiciliée dans un autre paradis fiscal, l'île de Niue, dans le Pacifique sud.
Issad Rebrab a toujours démenti l'existence de ce compte.

### Blocage des investissements de Cevital en Algérie
Une certaine agitation s'est emparée de la scène politique depuis l'interview d'Issad Rebrab accordé au site d'information TSA, le 23 septembre 2015,.
Cette agitation devient, par ses rebondissements, une affaire politique - « affaire Rebrab » - , car le patron de Cevital avait accusé les autorités, dont le ministre de l’Industrie, Abdeslam Bouchouareb, « d'employer un double langage », «....de bloquer ses investissements et de favoriser les investisseurs étrangers au détriment des investisseurs nationaux ».
Lors d'une conférence de presse animée le 28 septembre 2015, le ministre Abdeslam Bouchouareb, a répondu violemment aux accusations d’Issad Rebrab et lui reproche de vouloir « importer des pièces usagées » pour son usine d’électroménager de Sétif, « il veut duper l’État algérien en surfacturant les équipements ».
Le patron de Cevital a réagi aux propos du ministre lors d'une interview accordée à TSA, le 29 septembre 2015, « Bouchouareb est un menteur », réplique Issad Rebrab, «...c'est une accusation très grave. Je suis en train de réfléchir si je dois attaquer en justice M. Bouchouareb pour diffamation ou si je vais juste me contenter de lui démontrer que ses allégations sont fausses», a-t-il déclaré, en ajoutant, « qu'il n'y a jamais eu de surfacturation et j'invite le ministre, accompagné de journalistes, à visiter l'usine de Sétif, pour constater que seul la ligne des tambours était concernée».
L'affaire prend des proportions inattendues quand le patron de Cevital, en voyage d'affaire au Brésil, interviewé par TSA le 6 octobre 2015, accuse publiquement les autorités « de vouloir l'arrêter pour le faire taire » et réaffirme : « On cherche à me faire taire. Mais je ne vais pas le faire».
Ces déclarations ont créé en Algérie une onde de choc.
Lors d'une déclaration du ministre de la Communication Hamid Grine au Forum du quotidien El Moudjahid, il affirme « Il n'y a aucun mandat d’arrêt contre M. Rebrab ».
Le patron de Cevital indique : « Ces gens-là n’ont pas besoin d'un mandat pour m'arrêter. J’ai eu des informations de source sûre qu'ils vont m'arrêter dès que je rentre en Algérie. », dans une déclaration à El Watan.
Les travailleurs de Cevital ont commencé à s'organiser pour apporter leur soutien à leur patron.
Une marche de 3 600 travailleurs a été organisée à Béjaïa afin « de dénoncer tout ce qui se passe contre Cevital et son PDG et dénoncer l'acharnement qu'exercent les autorités contre lui », précise Kaci Sayad, président du Comité de participation du groupe.
Les organisateurs comptaient mobiliser quelque 30 000 personnes dans cette marche qui verra la participation des étudiants et de la société civile.

### Affaire Numilog
Plusieurs syndicalistes ont accusé le PDG de Cevital de ne pas accepter les syndicats au sein de ses entreprises. Ils donnent comme exemple ce qui s'est passé dans l'entreprise Numilog, une filiale de Cevital, qui a licencié 196 travailleurs de son site à Béjaïa, en Kabylie.
Les décisions de licenciement ont été envoyées à la suite d'une série de grèves hebdomadaire de 3 jours. Selon le spécialiste du monde du travail algérien Nouredine Bouderba : « cette grève, soutenue par l'UGTA de Béjaïa, avait pour seules revendications des points de droit qui auraient dû être réglés par l'inspection du travail et la justice si l'administration du travail avait fait correctement son travail ».
Les licenciements sont considérés comme une atteinte grave au droit des travailleurs à s'organiser en syndicat, pourtant garanti par la loi modificative n°90-11 du 21 avril 1990. Une loi qui déclare que les travailleurs jouissent des droits fondamentaux, notamment l'exercice du droit syndical, la négociation collective et la participation dans l'organisme employeur.
Le 25 août 2020, le tribunal de Béjaïa a rendu un jugement en faveur des travailleurs en ordonnant à Numilog de réintégrer les employés licenciés et de reconnaître la légitimité de la section syndicale qu'ils ont formée.

## Emprisonnement
Le 22 avril 2019, Issad Rebrab est arrêté pour suspicion de fausses déclarations liées à des transferts de capitaux vers l'étranger, surfacturation d'équipements importés et importation de matériel d'occasion par la gendarmerie nationale, déféré devant le procureur de la République du tribunal de Sidi M'Hamed à Alger, auditionné du début d'après-midi jusqu'à minuit par un juge d'instruction, il est placé sous mandat de dépôt et transféré à la prison d'El-Harrach dans l'attente de son procès. Le journal Marianne présente les raisons de l'arrestation d'Issad Rebrab comme un « prétexte » pour le nouveau pouvoir d'Ahmed Gaïd Salah. Le 25 décembre 2019, son procès s'ouvre au tribunal de Sidi M'Hamed mais reporté à la demande du collectif d'avocats chargé de le défendre. Le 31 décembre, il est de nouveau devant le tribunal, Issad Rebrab est condamné à 18 mois de prison, dont six mois ferme, assortis d'une amende de 1,383 milliard de dinars soit un peu plus de 10 millions d'euros. Il est libéré le 1er janvier 2020. Dans la même affaire, l'entreprise Evcon est condamné à une amende de 2,766 milliards de dinars et l'établissement bancaire The Houssing Bank for trade and finance à une amende de 3,168 milliards de dinars.

## Œuvres caritatives
Le Groupe Cevital est parmi ceux qui ont répondu aux appels à l’aide lancés au début de la pandémie du coronavirus en Algérie. Le 2 avril 2020, Cevital a envoyé neuf camions chargés d'aides alimentaires à la wilaya de Blida, région la plus touchée à l'époque par l'épidémie du coronavirus en Algérie. Durant les mois qui ont suivi, Cevital, qui se présente comme entreprise citoyenne, poursuit son programme d'aide au profit des citoyens de nombreuses régions du pays[réf. souhaitée]. Le groupe a promis de financer l'achat de matériel médical au profit de plusieurs hôpitaux et structures sanitaires du pays, mais aucune déclaration officielle n'a confirmé l'arrivée de ces dons.
Durant la « troisième vague » de Covid-19 qui a touché l'Algérie en juillet 2021, le groupe appartenant à Issad Rebrab se joint aux initiatives de solidarité lancées sur les réseaux sociaux pour l'acquisition de concentrateurs d’oxygène au profit des malades. À cet effet Cevital annonce l’acquisition de 4 000 appareils pour les offrir aux hôpitaux du pays.

## Vie privée
Issad Rebrab est marié à Djedjiga Aouali depuis 1967, et ils ont quatre garçons et une fille.

## Distinctions
- Issad Rebrab est élu CEO africain de l'année 2015 par Africa CEO Forum[75].
- Issad Rebrab est élu en 2016 « Personnalité de l'année » de la région de Toscane en Italie[76].